# 香港中文大學教育學院
香港中文大學教育學院成立於1965年，是中大首個專業學院，旨在培訓本地學位教師，旗下設有四個學系、一個體育部（負責必修及選修體育課程，但體育運動科學學生不能修讀）、一個研究所及六個研究中心，總部位於香港中文大學何添樓。

## 歷任院長
- 1965年至1970年：胡熙德 先生[3]
- 1970年至1972年：鄭棟材 先生
- 1972年至1975年：江紹倫 先生[4][5]
- 1975年至1979年：鄭棟材 先生
- 1979年至1989年：杜祖貽 先生[6]
- 1989年至1991年：蕭炳基 先生
- 1991年至1997年：盧乃桂 先生
- 1997年至2003年：鍾宇平 先生[7]
- 2003年至2010年：李子建 先生[8]
- 2010年至2011年：盧乃桂 先生
- 2011年至2021年：梁湘明 先生[9]
- 2021年至今：范息濤 先生[10]

## 學系
- 課程與教學學系
- 教育行政與政策學系
- 教育心理學系
- 體育運動科學學系
- 體育部

## 研究單位
- 香港教育研究所
- 大學與學校夥伴協作中心
- 普通話教育研究及發展中心
- 香港教育領導發展中心
- 學生能力國際評估計畫（香港中心）
- 香港中文大學資訊科技教育促進中心
- 優化英語教學研究中心

## 課程

### 全日制本科課程
- 教育學士（數學及數學教育）學位課程
- 文學士（中國語文研究）及教育學士（中國語文教育）同期結業雙學位課程
- 文學士（英國語文研究）及教育學士（英國語文教育）同期結業雙學位課程
- 教育學士（通識教育）學位課程
- 教育學士（健康與體育運動科學）學位課程
- 理學學士（運動科學與健康教育）課程

### 學位教師教育文憑課程
- 學位教師教育文憑課程
- 學位教師教育文憑（小學）課程

### 高級學位課程
- 教育碩士課程
- 中國語文教育文學碩士課程
- 通識教育科課程發展與教學文學碩士課程
- 幼兒教育文學碩士課程
- 英語教學文學碩士課程
- 資訊科技應用文學碩士課程（已停辦）
- 家長教育文學碩士課程
- 普通話教育文學碩士課程
- 學校諮商與輔導文學碩士課程
- 學校改善及領導文學碩士課程
- 體育學文學碩士課程
- 學生活動教育文學碩士課程
- 國際漢語教育文學碩士課程
- 價值教育文學碩士課程
- 運動科學理學碩士課程
- 數學教育理學碩士課程
- 哲學碩士課程
- 教育博士課程
- 哲學博士課程

## 外部連結
- 香港中文大學教育學院 （页面存档备份，存于）
- 香港教育研究所 （页面存档备份，存于）